# Hé zon
Hé zon is een nummer van de Nederlandse zanger Guus Meeuwis uit 2003. Het is de vierde en laatste single van zijn titelloze debuutalbum.
Het nummer is speciaal geschreven voor de Bart Foundation, waar Meeuwis ambassadeur van is. De stichting is opgericht door familie van de overleden televisiepresentator en BNN-voorzitter Bart de Graaff. Volgens hen biedt de Bart Foundation "(...) jonge mensen met een ingrijpende ziekte de kans hun ambitie waar te maken". Hoewel het nummer slechts de 94e positie behaalde in de Nederlandse Single Top 100, werd het wel een radiohit in Nederland.